# Johann Just von Berger
Johann Kilian Justus von Berger, dänische Schreibweise: Johan Chilian Just von Berger, (* 8. Dezember 1723 in Celle; † 16. März 1791 in Kopenhagen) war ein deutsch-dänischer Arzt.

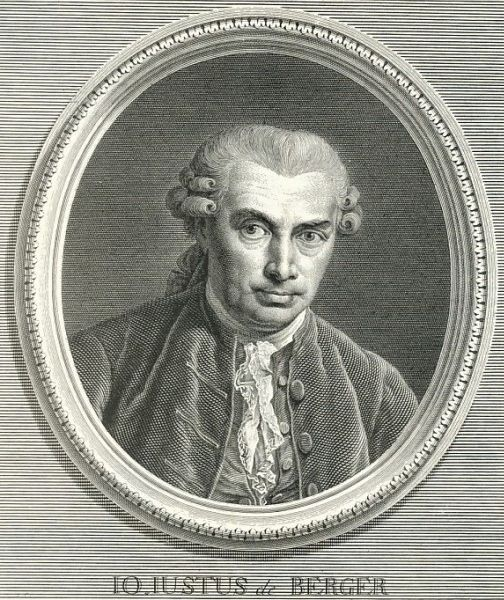
Porträt des Johann Just von Berger

## Familie
Der Großvater des Johann Just von Berger war der Jurist Johann Heinrich von Berger. Johann Just war der ältere von zwei Söhnen aus der 1723 geschlossenen ersten Ehe des kurhannoverschen Leibarztes Johann Samuel Ritter von Berger (* 16. August 1691 in Wittenberg; † 17. September 1757 in Celle, 1703 immatrikuliert an der Universität Wittenberg, 1709 Magister der Philosophie, Doktor der Medizin im September 1713, Arzt in Celle, später kaiserlicher Hofrat) mit Juliane Clara von Speyermann, die 1725 verstarb.
Johann Justs jüngerer Bruder aus dieser Ehe, Gottfried Otto von Berger (* 26. Januar 1725), Justizrat in Stade, heiratete am 15. Oktober 1762 eine Kusine der Frau seines Bruders, nämlich Agnes Luise Dorothea von Ramdohr (1742–1812), Tochter des Albrecht Andreas von Ramdohr d. J. (1709–1775) und der Luise Sophie Kotzebue (1715–1794). Sie hatten drei namentlich bekannte Kinder: Clara Louise Helena von Berger (* 23. Oktober 1763 in Celle), Sara Sophie Christine von Berger (* 1764 in Celle; † 1849; war ab 1799 Konventualin im Kloster Mariensee) und Albrecht Samuel Heinrich von Berger (* 1775 in Stade; † 1825 in Hameln; war 1806 Amtsschreiber in Celle).
Der Vater, Johann Samuel von Berger, heiratete am 1. Januar 1726 auf dem Gut Drübber in zweiter Ehe die Margarethe Louise von Ramdohr (1705–1790), eine Enkelin des Andreas Ramdohr, und aus dieser Verbindung entsprangen Johann Justs jüngere Halbbrüder
- der hannoversche Hofarzt Christoph Wilhelm von Berger (* 22. Oktober 1727; † 11. September 1763),
- der oldenburgischer Kanzleidirektor August Gottlieb von Berger[4] und
- der dänische General Valentin von Berger

Johann Just von Berger selbst heiratete am 21. September 1751 auf dem Ramdohrschen Gut Drübber bei Dörverden die Nichte seiner Stiefmutter, Sara Margarethe von Ramdohr (1722–1780, Tante des Schriftstellers Basilius von Ramdohr). Er hatte zwei Kinder:
- Dorothea Louise von Berger (* 31. Oktober 1755, Kopenhagen; † 19. August 1788, Kopenhagen)
- Johan Hartvig Ernst von Berger (* 8. Mai 1757; † 31. August 1809, Antwerpen)

## Leben
Berger studierte und promovierte in Göttingen (1745), bereiste dann Holland, England und Frankreich und wurde 1752, auf Initiative des Grafen Johann Hartwig Ernst von Bernstorff, wie so viele andere ausländische Kapazitäten, nach Dänemark berufen, wo er schon im nächsten Jahr Hofmedikus wurde. 1768 war er königlicher Staatsrat, 1774 königlicher Leibarzt und 1776 Kammerrat. Im Jahre 1779 wurde er Mitglied der Akademie der Wissenschaften in Stockholm.
Er war ein begabter, gelehrter und aktiver Mann, der nicht nur als Arzt Erfolg hatte, sondern auch Medizin- und Naturwissenschaft in Dänemark weiterentwickelte und dabei bedeutenden Anteil an der Schaffung von mehreren wichtigen Institutionen hatte, etwa dem botanischen Garten, dem Frederiks-Krankenhaus, den Koppeindpodnings-Anstalten, der chirurgischen Akademie und auch der ersten Musikgesellschaften in Kopenhagen. Auch wirkte er bei der Erstellung der dänischen Pharmakopöen von 1772 mit. In einem Nachruf sagt Johann Clemens Tode von ihm, dass er „in einem größeren Maß als jeder Arzt vor ihm dem Vaterland von Nutzen war“. Zusammen mit seinem Halbbruder Valentin von Berger wurde ihm 1776 die dänische Adelsnaturalisation gewährt.
Berger litt jedoch stets an einer schwachen Gesundheit. In seinen letzten Jahren hatte er eine schwere Ohrenkrankheit, die mit Schwindelanfällen und fortschreitender Taubheit einherging. Er las aber von einer neuartigen, vom preußischen Chirurg Jasser erfundenen Operationsmethode, einer Trepanation hinter dem Ohr, zum Heilen derartiger Ohrenerkrankungen, und überzeugte seinen Kollegen, den Hofchirurgen Alexander Kölpin, diesen Eingriff an ihm selbst vorzunehmen. Die Operation führte jedoch, trotz korrekter Durchführung, zu einer Blutinfektion mit Enzephalitis und schließlich zu Bergers Tod am 16. März 1791. Seine letzte Ruhestätte befindet sich auf dem Friedhof der Christianskirche im Kopenhagener Stadtbezirk Christianshavn.